# بایرام بینه
بایرام بینه (به لاتین: Bayrambinə) یک منطقه مسکونی در جمهوری آذربایجان است که در شهرستان بالاکن واقع شده‌است.